# ゴーム (モニター)

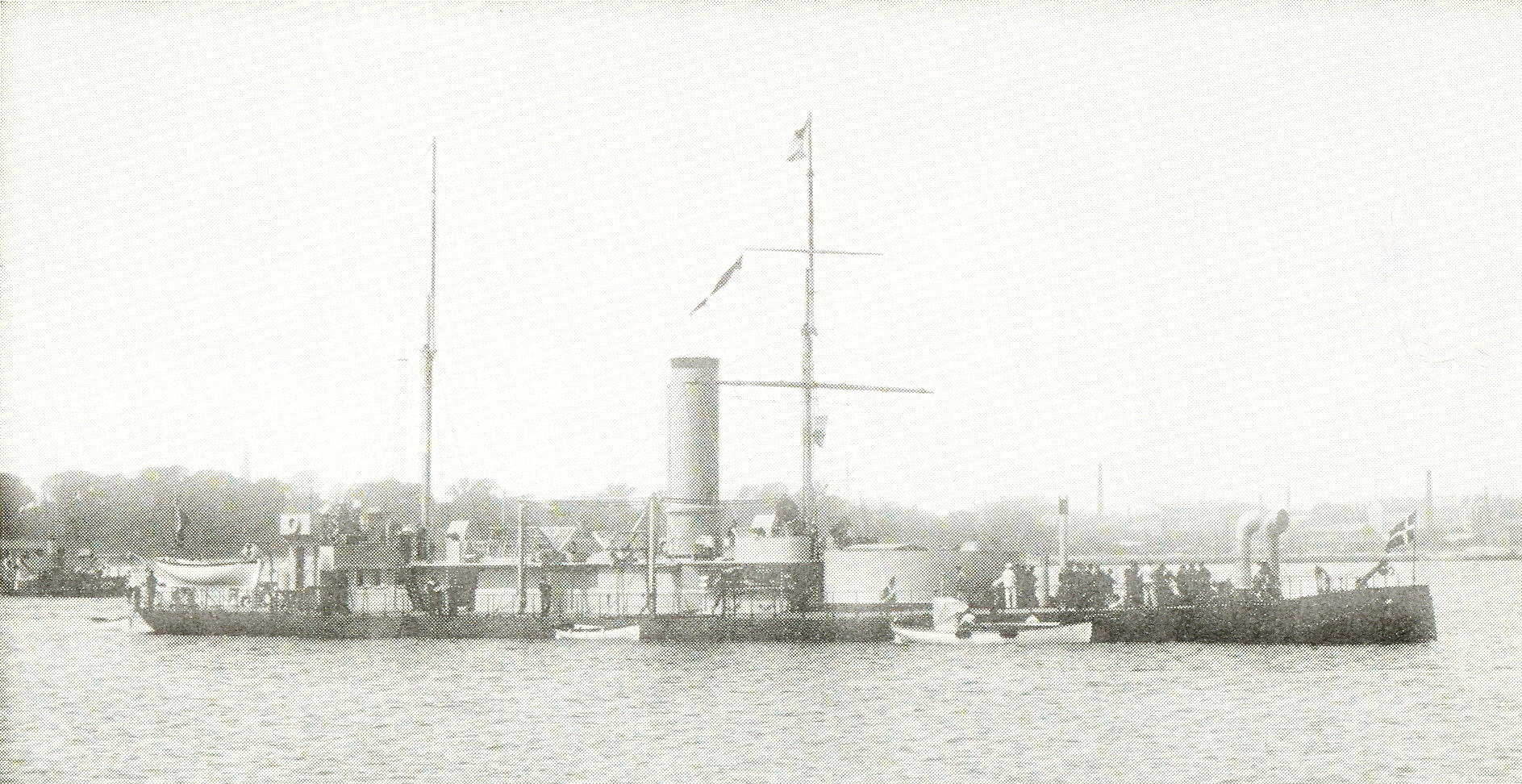
コペンハーゲン港での「ゴーム」。撮影時期は1879年から1880年代初めと思われる。

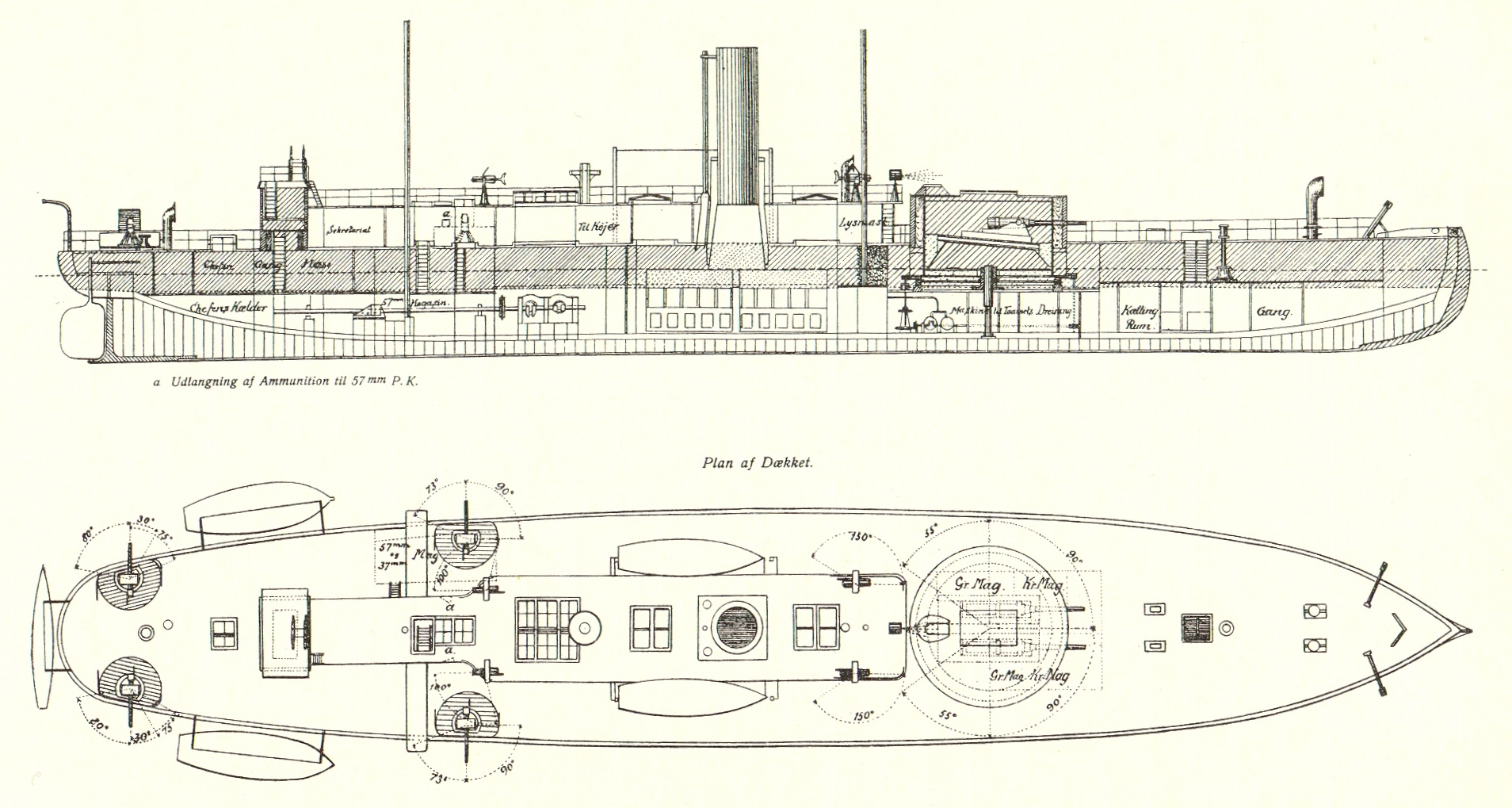
「ゴーム」の図面

ゴーム (Gorm) はデンマーク海軍の艦艇。正式な類別は浮砲台 (flydende batteri)。後に装甲砲台 (pandserbatteri, panserbatteri)、と呼称され、予備役となった後の時期には装甲守備艦 (pansrede defensionsskib) に類別されている。 艦名のゴームはゴーム老王のことである。
砲塔艦「リンドーメン」に続いて計画された艦で、より大型化したが、乾舷は低くなり航洋性が低下している。
1867年11月18日、コペンハーゲン海軍工廠で建造開始。1870年5月17日進水。1871年6月23日就役。
鉄製船体で、排水量2313トン、長さ71.74メートル、最大幅12.21メートル、吃水4.39メートルであった。
主砲はアームストロング14口径120ポンド10インチ366ctr前装施条砲2門で、連装砲塔に搭載。射程は4900メートルであった。1903年、クルップ35口径6インチ95ctr砲に換装。この砲は、機帆走巡洋艦「フューン」搭載されていたものであった。
1874年、フィンスポング4ポンド9ctr前装施条砲2門を搭載。同砲は1889年にクルップ24口径3インチ後装砲に換装された。また、クルップ24口径3インチ後装砲は1879年にも2門搭載されている。これらの3インチ砲4門は1891年にホチキス44口径57㎜連射砲4門に換装された。他に、ホチキス37㎜5砲身回転機砲4門、ノルデンフェルト0.45インチ5銃身機銃1挺、マキシム8㎜機銃2挺が追加されている。また、曳航水雷を搭載していた時期もある。
機関はジョン。ペン＆サンズ社製水平2気筒単段膨張式蒸気機関2基、角缶4基で出力1600指示馬力。2軸推進で速力は12.5ノットであった。石炭搭載量は110トンで、航続距離は8.5ノットで900浬。
装甲は水線装甲帯が厚さ157㎜から178㎜、砲塔は203㎜で甲板は157㎜。司令塔は下部のみ178㎜で、後に上部には20㎜の装甲鈑が追加された。
1912年除籍。同年6月12日にドイツのビアマン社に売却された。